# Jeannette Lewin
Jeannette Marianne Klein Gebbink-Lewin (geboren am 17. Februar 1972 in Vianen) ist eine ehemalige niederländische Hockeyspielerin. Sie gewann mit der niederländischen Nationalmannschaft die olympische Bronzemedaille 1996, nachdem sie im Jahr zuvor Europameisterin geworden war.

## Sportliche Karriere
Jeannette Lewin bestritt insgesamt 115 Länderspiele, in denen sie elf Tore erzielte.
Die Mittelfeldspielerin debütierte im Herbst 1990 in der niederländischen Auswahl. Beim olympischen Hockeyturnier 1992 in Barcelona wirkte sie in vier von fünf Spielen mit, die Niederländerinnen belegten den sechsten Platz. Zwei Jahre später bei der Weltmeisterschaft in Dublin spielte Lewin in allen sieben Begegnungen ihrer Mannschaft. Im Vorrundenspiel gegen das englische Team erzielte sie den einzigen Treffer. Letztlich belegten die Niederländerinnen wie bei den Olympischen Spielen 1992 den sechsten Platz. 1995 waren die Niederlande in Amstelveen Gastgeber der Europameisterschaft. In der Vorrunde gelangen den niederländischen Damen fünf Siege in fünf Spielen bei einem Torverhältnis von 24:0. Nach einem 2:1-Halbfinalsieg über die Deutschen bezwangen sie im Finale die spanische Mannschaft erst im Siebenmeterschießen. Lewin trat in allen sieben Begegnungen der Niederländerinnen an. Beim olympischen Hockeyturnier 1996 in Atlanta belegten die Niederländerinnen nach der Vorrunde den vierten Platz hinter den punktgleichen Britinnen. Im Spiel um Bronze zwischen diesen beiden Mannschaften siegten die Niederländerinnen im Siebenmeterschießen. Lewin war im Siebenmeterschießen vierte Schützin ihrer Mannschaft und verwandelte. Zum Abschluss ihrer Länderspielkarriere nahm Lewin 1998 an der Weltmeisterschaft in Utrecht teil. Die Niederländerinnen gewannen ihre Vorrundengruppe und bezwangen im Halbfinale die deutsche Mannschaft mit 6:1. In ihrem letzten Länderspiel verlor Lewin mit ihrer Mannschaft mit 2:3 gegen die Australierinnen.
Jeannette Lewin spielte beim SV Kampong, dem niederländischen Meister 1994 und 1995. 1995 und 1996 gewann der Verein den Europapokal der Landesmeister. Jeannette Lewin ist mit dem Hockeyspieler Leo Klein Gebbink verheiratet.